# Paradise Lost (band)
 For alternative betydninger, se Paradise Lost. (Se også artikler, som begynder med Paradise Lost)
Paradise Lost er et britisk rockband, som blev stiftet i 1988. Bandets navn henviser til John Miltons episke digt af samme navn. Bandet satte alene standarden for moderne doom metal med deres to første udgivelser: Lost Paradise og Gothic. Bandet har også været pionerer inden for genren gothic metal.

## Medlemmer

### Nuværende medlemmer
- Nick Holmes – Vokal
- Greg Mackintosh – Guitar
- Aaron Aedy – Guitar
- Steve Edmondson – Bas
- Adrian Erlandsson – Trommer (2009-)

### Tidligere medlemmer
- Matthew Archer – Trommer (1988-1994)
- Lee Morris – Trommer (1994-2004)
- Jeff Singer – Trommer (2004-2008)

## Diskografi

### Studiealbums
- Lost Paradise (1990)
- Gothic (1991)
- Shades of God (1992)
- Icon (1993)
- Draconian Times (1995)
- One Second (1997)
- Host (1999)
- Believe in Nothing (2001)
- Symbol of Life (2002)
- Paradise Lost (2005)
- In Requiem (2007)
- Faith Divides Us - Death Unites Us (2009)
- Tragic Idol (2012)
- The Plague Within (2015)
- Medusa (2017)